# Contactverbod
Een contactverbod  is een door de rechter opgelegde beschermende maatregel die een dader of verdachte (bijvoorbeeld van stalking) verbiedt in de buurt te komen van een persoon (bijvoorbeeld een slachtoffer) om die tegen een confrontatie in bescherming te nemen.
Vergelijk het louter geografische gebiedsverbod dat een soortgelijk effect beoogt, maar dan door een verbod om een zone (bvb. in de woonplaats van de beschermde) te betreden.